# 第2回クリティクス・チョイス・アワード
第2回クリティクス・チョイス・アワード（2nd Critics' Choice Awards）は、放送映画批評家協会が主催する映画賞。1996年の映画作品を対象とし、1997年1月20日に受賞作品が発表された。

## 受賞結果

### トップ10作品
※原題のアルファベット順
1. 『シェフとギャルソン、リストランテの夜』
2. 『クルーシブル』
3. 『イングリッシュ・ペイシェント』
4. 『エビータ』
5. 『ファーゴ』
6. 『ハムレット』
7. 『ザ・エージェント』
8. 『真実の囁き（英語版）』
9. 『ラリー・フリント』
10. 『シャイン』

### 部門賞
| 作品賞                                                                          | 監督賞                                                            |
| ------------------------------------------------------------------------------- | ----------------------------------------------------------------- |
| - 『ファーゴ』                                                                  | - アンソニー・ミンゲラ - 『イングリッシュ・ペイシェント』         |
| 主演男優賞                                                                      | 主演女優賞                                                        |
| - ジェフリー・ラッシュ - 『シャイン』：デイヴィッド・ヘルフゴット               | - フランシス・マクドーマンド - 『ファーゴ』：マージ・ガンダーソン |
| 助演男優賞                                                                      | 助演女優賞                                                        |
| - キューバ・グッディング・ジュニア - 『ザ・エージェント』：ロッド・ティドウェル | - ジョアン・アレン - 『クルーシブル』：エリザベス・プロクター     |
| 脚本賞                                                                          | ドキュメンタリー映画賞                                            |
| - アンソニー・ミンゲラ - 『イングリッシュ・ペイシェント』                       | - 『モハメド・アリ かけがえのない日々』                           |
| 外国語映画賞                                                                    | 子役賞                                                            |
| - 『リディキュール』（ フランス）                                               | - ジョナサン・リプニッキ - 『ザ・エージェント』：レイ・ボイド     |
| 新人賞                                                                          | 生涯功労賞                                                        |
| - レネー・ゼルウィガー - 『ザ・エージェント』：ドロシー・ボイド                 | - ローレン・バコール                                              |